# Yunchará (plaats)
Yunchará is een kleine stad in het departement Tarija, Bolivia. Het is de hoofdplaats van de gemeente Yunchará, gelegen in de José María Avilés provincie. 

## Bevolking
| Jaar | Populatie |
| ---- | --------- |
| 1992 | 93        |
| 2001 | 138       |
| 2012 | 354       |